# Куп Босне и Херцеговине у фудбалу
Куп Босни и Херцеговине у фудбалу је најмасовније фудбалско такмичење у Босни и Херцеговини. Одржава се сваке године у организацији Фудбалског савеза Босне и Херцеговине.
Историја Куп такмичења на простору БиХ почиње у сезони 1993/94. када се игра први Куп Републике Српске у фудбалу. Од наредне сезоне 1994/95. почиње Куп такмичење и на простору другог БиХ ентитета у форми - Куп БиХ и Куп Херцег-Босне. 
Од сезоне 2000/01. Куп Херцег Босне се гаси и на простору Федерације Босне и Херцеговине игра се само Куп БиХ. А од сезоне 2002/03, Куп БиХ постаје јединствено и најмасовније такмичење на простору Босне и Херцеговине јер у њему учествују сви клубови са њене територије. 
Квалификације за Куп се играју до 1/16 финала а од 1/16 финала се екипама из нижих лига придружују и екипе Премијер лиге. У 1/16 финала се игра једна утакмица а даље се до финала играју по две утакмице у сваком колу. 
Победник Купа учествује у првом колу квалификација у УЕФА купу.

## Регионални (Куп БиХ/Куп Херцег-Босне) и ентитетски (Куп РС) победници купа
| Сезона   | Куп БиХ    | Куп Херцег-Босне | Куп Републике Српске     |
| -------- | ---------- | ---------------- | ------------------------ |
| 1993/94. | није игран | није игран       | Козара Градишка          |
| 1994/95. | Челик      | Љубушки          | Борац Бања Лука          |
| 1995/96. | Челик      | Љубушки          | Борац Бања Лука          |
| 1996/97. | Сарајево   | Троглав          | Слога Трн                |
| 1997/98. | Сарајево   | Орашје           | Рудар Угљевик            |
| 1998/99. | Босна      | Бротњо           | Рудар Угљевик            |
| 1999/00. | Жељезничар | Кисељак          | Козара Градишка          |
| 2000/01. | престанак  | престанак        | Козара Градишка          |
| 2001/02. | престанак  | престанак        | Леотар Требиње           |
| 2002/03. | престанак  | престанак        | Јединство Брчко          |
| 2003/04. | престанак  | престанак        | Леотар Требиње           |
| 2004/05. | престанак  | престанак        | Јединство Брчко          |
| 2005/06  | престанак  | престанак        | Славија Источно Сарајево |
| 2006/07. | престанак  | престанак        | Модрича                  |
| 2007/08. | престанак  | престанак        | Славија Источно Сарајево |
| 2008/09. | престанак  | престанак        | Борац Бања Лука          |
| 2009/10. | престанак  | престанак        | Радник Бијељина          |
| 2010/11. | престанак  | престанак        | Борац Бања Лука          |
| 2011/12. | престанак  | престанак        | Борац Бања Лука          |
| 2012/13. | престанак  | престанак        | Радник Бијељина          |
| 2013/14. | престанак  | престанак        | Радник Бијељина          |
| 2014/15. | престанак  | престанак        | Рудар Приједор           |
| 2015/16. | престанак  | престанак        | Радник Бијељина          |
| 2016/17. | престанак  | престанак        | Радник Бијељина          |
| 2017/18. | престанак  | престанак        | Радник Бијељина          |
| 2018/19. | престанак  | престанак        | Радник Бијељина          |
| 2019/20. | престанак  | престанак        |                          |
| 2020/21. | престанак  | престанак        | Леотар Требиње           |
| 2021/22. | престанак  | престанак        | Крупа                    |
| 2022/23. | престанак  | престанак        | Борац Бања Лука          |
| 2023/24. | престанак  | престанак        | Звијезда 09              |

## Освајачи Купа БиХ од 2002/03
Од 2002/03 игра се и јединствен Куп БиХ, у којем учествују клубови са цијеле територије БиХ (клубови оба ентитетска фудбалска савеза)
| Сезона   | Победник                 | Резултат Укупно                | Противник                |
| -------- | ------------------------ | ------------------------------ | ------------------------ |
| 2000/01. | Жељезничар               | 3-2                            | Сарајево                 |
| 2001/02. | Сарајево                 | 2-1                            | Жељезничар               |
| 2002/03. | Жељезничар               | 0 - 0, 2 - 0 2 - 0             | Леотар Требиње           |
| 2003/04. | Модрича Максима          | 1 - 1, 4 - 2 5 - 3             | Борац Бања Лука          |
| 2004/05. | Сарајево                 | 1 - 0, 1 - 1 2 - 1             | Широки Бријег            |
| 2005/06. | Орашје                   | 0- 0, 3 - 1 3 - 1              | Широки Бријег            |
| 2006/07. | Широки Бријег            | 1 - 1, 1 - 0 2 - 1             | Славија Источно Сарајево |
| 2007/08. | Зрињски                  | 1 - 2, 2 - 1 3 - 3, пен. 3 - 1 | Слобода Тузла            |
| 2008/09. | Славија Источно Сарајево | 0 - 2, 2 - 0 2 - 2, пен 4 - 3  | Слобода Тузла            |
| 2009/10. | Борац Бања Лука          | 1 - 1, 2 - 2 3 - 3             | Жељезничар               |
| 2010/11. | Жељезничар               | 1 - 0, 3 - 0 4 - 0             | Челик Зеница             |
| 2011/12. | Жељезничар               | 1 - 0, 0 - 0 1 - 0             | Широки Бријег            |
| 2012/13. | Широки Бријег            | 1 - 1, 1 - 1 2 - 2, пен 5 - 4  | Жељезничар               |
| 2013/14. | Сарајево                 | 2 - 0, 3 - 1 5 - 1             | Челик Зеница             |
| 2014/15. | Олимпик                  | 1 - 1, 1 - 1 2 - 2, пен 5 - 4  | Широки Бријег            |
| 2015/16. | Радник Бијељина          | 1 - 1, 3 - 0 4 - 1             | Слобода Тузла            |
| 2016/17. | Широки Бријег            | 1 - 0, 0 - 1 1 - 1, пен 4 - 2  | Сарајево                 |
| 2017/18. | Жељезничар               | 2 - 0, 4 - 0 6 - 0             | Крупа                    |
| 2018/19. | Сарајево                 | 3 - 0, 0 - 1 3 - 1             | Широки Бријег            |
| 2020/21. | Сарајево                 | 0 - 0 пен 4 - 1                | Борац Бања Лука          |
| 2021/22. | Вележ Мостар             | 0 - 0 пен 4 - 3                | Сарајево                 |
| 2022/23. | Зрињски                  | 1 - 0                          | Вележ Мостар             |
| 2023/24. | Зрињски                  | 1 - 0, 1 - 0 2 - 0             | Борац Бања Лука          |
| 2024/25. | Сарајево                 | 4 - 0, 1 - 1 5 - 1             | Широки Бријег            |

1. ↑  Борац је освојио Куп по правилу више голова постигнутих у гостима
2. ↑  Широки Бријег је освојио Куп побједом на пенале 5:4
3. ↑  Куп Босне и Херцеговине
4. ↑  Олимпик је освојио Куп побједом на пенале 5:4
5. ↑  Широки Бријег је освојио Куп побједом на пенале 4:2
6. ↑  Сарајево је освојило Куп побједом на пенале 4:1
7. ↑  Вележ је освојио Куп побједом на пенале 4:3

## Успеси по клубовима
| Клуб                     | Победник | Финалиста | Победник по годинама                                  | Финалиста по годинама                                 |
| ------------------------ | -------- | --------- | ----------------------------------------------------- | ----------------------------------------------------- |
| Жељезничар Сарајево      | 6        | 3         | 1999/00, 2000/01, 2002/03, 2010/11, 2011/12, 2017/18. | 2001/02, 2009/10, 2012/13.                            |
| Сарајево                 | 6        | 3         | 2001/02, 2004/05, 2013/14, 2018/19, 2020/21, 2024/25. | 2000/01, 2016/17, 2021/22.                            |
| Широки Бријег            | 3        | 6         | 2006/07, 2012/13, 2016/17.                            | 2004/05, 2005/06, 2011/12, 2014/15, 2018/19, 2024/25. |
| Зрињски Мостар           | 3        | -         | 2007/08, 2022/23, 2023/24.                            | -                                                     |
| Борац Бања Лука          | 1        | 3         | 2009/10.                                              | 2003/04, 2020/21, 2023/24.                            |
| Вележ Мостар             | 1        | 1         | 2021/22                                               | 2022/23.                                              |
| Славија Источно Сарајево | 1        | 1         | 2008/09.                                              | 2006/07.                                              |
| Орашје                   | 1        | -         | 2005/06.                                              | -                                                     |
| Модрича Максима          | 1        | -         | 2003/04.                                              | -                                                     |
| Олимпик Сарајево         | 1        | -         | 2014/15.                                              | -                                                     |
| Радник Бијељина          | 1        | -         | 2015/16.                                              | -                                                     |
| Слобода Тузла            | -        | 3         | -                                                     | 2007/08, 2008/09, 2015/16.                            |
| Челик Зеница             | -        | 2         | -                                                     | 2010/11, 2013/14.                                     |
| Леотар Требиње           | -        | 1         | -                                                     | 2002/03.                                              |
| Крупа                    | -        | 1         | -                                                     | 2017/18.                                              |